# Rushen (Sheading)

Rushen Sheading, Isle of Man

Rushen (Manx: Rosien) ist ein Sheading auf der Isle of Man.
Es liegt im Süden der Insel und umfasst die Parishes Arbory, Malew und Rushen. Außerdem sind die Dorfdistrikte Port Erin und Port St. Mary sowie der Stadtdistrikt Castletown Teil des Sheading.
Siedlungen im Sheading sind Ballabeg, Colby und Ronague (alle im Parish Arbory), Ballasalla, Derbyhaven und St Mark’s (alle im Parish Malew) sowie Cregneash im Parish Rushen.
Seit 2016 ist der Wahlkreis Rushen mit zwei Vertretern im House of Keys vertreten. Er hat leichte Abweichungen vom Sheading. Vor 2016 waren es noch drei Abgeordnete aus Rushen.
Gewählte Vertreter seit 2016:
- Juan Paul Watterson
- Laurence David Skelly

## Rushen Internment Camp im Zweiten Weltkrieg
Rushen wurde während des Zweiten Weltkriegs zu einem Internierungslager umgewidmet. Über 3500 Frauen und Kinder wurden in privaten Gebäuden untergebracht. Unter den Internierten, die als „feindliche Ausländer“ galten, befanden sich viele Geflüchtete, die der Verfolgung in Europa entkommen waren. Das Lager, das vom 30. Mai 1940 bis September 1945 in Betrieb war, war das einzige zivile Lager auf der Insel. Einige der Gefangenen wurden bei einheimischen Familien untergebracht, andere in beschlagnahmten Pensionen. Männliche Gefangene wurden in Douglas untergebracht.